# 有坂亜里紗
有坂 亜里紗（ありさか ありさ、1991年8月22日 - ）は、日本の女優。京都府出身。かつてはクリオネに所属していた。身長163cm。

## 出演

### テレビドラマ
- 「絶景探偵」第1話 (2017年、福島中央テレビ他)
- 「あぽやん〜走る国際空港」 第10話（2013年、神徳幸治監督、TBS） - 相沢真希 役
- 大河ドラマ「八重の桜」 第33話・34話・38話・39話・43話・44話（2013年、NHK）
- 相棒 season12 第2話「殺人の定理」（2013年10月23日、テレビ朝日）

### 映画
- 「黄金を抱いて飛べ」（2012年、井筒和幸監督）

### 舞台
- ヘイ・フィーバー#2「ミスト」(2018年、籠谷和樹脚色・演出、木星劇場)
- 猫にご飯「白い道を歌いながら」(2017年、中谷大介脚本・演出、シアターKASSAI)
- 猫にご飯アトリエ公演「あの月の下で僕らは」(2016年、中谷大介脚本・演出)
- teamオムレット定期公演｢タンペン。9月号｣(2016年、林将平脚本・演出、アトリエファファーレ高円寺)
- 酒竜神 2杯目公演｢狐の嫁入り～marriage red～｣(2016年、稲月祥脚本・演出)-ヒロイン
- k-front+ vol.7「Lost in Asia」(2015年、尾崎雅之、高井光脚本、加賀真也演出、ブレヒトの芝居小屋)
- k-front+ 番外公演「Takeover」(2015年、高井光脚本、林将平演出)、下北沢小劇場楽園
- 「あなたに贈るキス2」(2014年、山田佳奈演出、俳優座劇場)
- 「淑女のお作法」（2013年、高橋いさを脚本・演出、六行会ホール）
- 幸野ソロ〜第5ソロ「Hello Wedding」（2013年、幸野ソロ作・演出、ワーサルシアター八幡山）

### ミュージックビデオ
- Hello.「デッドオアモンスター」
- DADARAY「美しい仕打ち」
- 小田和奏「ターミナル」
- HoneyWorks meets Sphere「一分一秒君と僕の」

### Webドラマ
- ラ・クラリエール「桜が見た幸せ 新郎の贈り物」主演